# 이승모
이승모(李勝模, 1998년 3월 30일~)는 대한민국의 축구 선수이며 포지션은 미드필더이다. 현재 K리그1 FC 서울에서 활동하고 있다.

## 구단 경력
이승모는 포항 스틸러스 유소년 팀 산하의 포항제철중학교, 포항제철고등학교를 졸업하였으며, 2017년에 포항 스틸러스에 입단하였다. 2017년 6월 17일 열린 울산 현대와의 경기에서 후반 15분 교체투입되며 프로 데뷔전을 치렀고, 6월 24일 열린 제주전에서는 풀타임 출장하였다.
2018년 여름 이적시장을 통해 광주 FC로 임대 이적하였으며, 10경기에 출전하여 1골을 기록하였다. 2019년 포항 스틸러스로 복귀하였다. 2023년 FC 서울의 한찬희와 트레이드 되었다.

## 국가대표팀 경력
2014년부터 2014년 AFC U-16 챔피언십와 2015년 FIFA U-17 월드컵 참가를 위한 대표팀에 연이어 발탁되며 활약하였다.
또한 2016년 수원 JS컵에 참가하여 프랑스 U-20 대표팀을 상대로 골을 기록하는 등 빼어난 활약을 보이며 대회 우승을 이끌었고, 2016년 AFC U-19 챔피언십 대표팀에도 발탁되었다. 이후 대한민국에서 열리는 2017년 FIFA U-20 월드컵 대표팀에도 포함되었다.
2018년 아시안 게임에 발탁되었으나 우즈벡에서 두 번의 실수를 하는 등 성장이 더 필요한 모습을 보여주었다.

## 수상 내역

### 국가대표팀

#### 대한민국 U-23
- 아시안 게임 축구 금메달: 2018